# Anders Ljunggren
Karl Anders Hjalmar Ljunggren, född 24 april 1951 i Höreda församling, Jönköpings län, död 3 november 2024 i Stockholm, var en svensk politiker, diplomat och journalist. 

## Biografi
Ljunggren var ordförande i Centerns ungdomsförbund, CUF, på 1970-talet och statssekreterare i miljödepartementet under Regeringen Bildt 1991–1994. När centerpartiet samarbetade med den socialdemokratiska regeringen om den ekonomiska politiken 1995–1998 arbetade Ljunggren som sambandsman på finansdepartementet. Han var andreman vid svenska ambassaden i Helsingfors 2006–2009 och blev i september 2009 ambassadör vid svenska ambassaden i Reykjavik. Mellan 2013 och 2018 var han ambassadör i Tallinn.
Ljunggren var ordförande i Föreningen Norden i Stockholm.